# 대창휘
대창휘(大昌辉, ?~?)는 발해의 왕자이다.

## 생애
발해의 사신으로서 발해의 다른 여러 왕자들과 당나라에 파견되었다.

## 참고 자료
- 《구당서》